# Joachim Jacob (Verwaltungsjurist)
Joachim-Wilhelm Jacob (* 4. Januar 1939 in Bamberg; † 13. Januar 2024) war ein deutscher Verwaltungsjurist und Datenschutzexperte.

## Werdegang
Jacobs Karriere begann 1966 im Bundesministerium des Innern. Dort war er zunächst als persönlicher Referent des Staatssekretärs Günter Hartkopf (FDP) tätig. 1968 wurde er an der Friedrich-Alexander-Universität Erlangen-Nürnberg promoviert. Später wurde er Vizepräsident des Statistischen Bundesamts und Direktor bei der Bundesakademie für öffentliche Verwaltung.
Nachdem er bereits vier Jahre Stellvertreter war, hatte Jacob von Juli 1993 bis November 2003 das Amt des Bundesdatenschutzbeauftragten (BfD) inne. Er war Datenschutzbeauftragter der FDP und beriet seit Anfang April 2008 das Einzelhandelsunternehmen Lidl in Datenschutzfragen.
Joachim Jacob war verheiratet und hatte drei Kinder. Er war Mitglied der FDP und des Corps Bavaria Erlangen.
Joachim Jacob verfasste 2008 einen Bericht über US-Gefangene, der den Geheimhaltungsgrad VERSCHLUSSSACHE-NUR FÜR DEN DIENSTGEBRAUCH (VS-NfD) erhielt. 2009 veröffentlichte Wikileaks diesen.

## Werk (Auswahl)
- Joachim Jacob: Journalismus im Spannungsfeld zwischen Pressefreiheit und Datenschutz. In: Datenschutz und Datensicherheit 02/1998.
- Joachim Jacob: Zeugnisverweigerungsrecht für Medienmitarbeiter. In: Datenschutz und Datensicherheit 05/2002.
- Joachim Jacob/Helmut Heil: Datenschutz im Spannungsfeld von staatlicher Kontrolle und Selbstregulierung. In: Johann Bizer/Bernd Luttbeck/Joachim Rieß (Hrsg.): Umbruch von Regelungssystemen in der Informationsgesellschaft – Freundesgabe für Alfred Büllesbach. Stuttgart 2002, S. 213–223, ISBN 3-00-009813-5 online (PDF; 71 kB)